# Последняя Мимзи Вселенной
«Последняя Мимзи Вселенной» (англ. The Last Mimzy) — фантастический фильм режиссёра Роберта Шэя по фантастическому рассказу Генри Каттнера и Кэтрин Люсиль Мур «Все тенали бороговы…».

## Сюжет
Ной и Эмма — брат и сестра, находят неподалёку от своего дома необычную коробку, содержащую в себе вещи, напоминающие игрушки. Играя с этими игрушками, дети начинают увеличивать свои интеллектуальные способности. Родители заподозривают что-то неладное и приглашают в гости знакомых, которые увлекаются хиромантией и всем тем, что кажется загадочным. Вдобавок к этому, Эмма заявляет, что кукла в виде кролика, которую зовут Мимзи, является её учителем и разговаривает с ней, и у этого кролика есть послание из будущего.

## В ролях
- Рианнон Ли Врин — Эмма Уайлдер
- Крис О’Нил[англ.] — Ноа Уайлдер
- Тимоти Хаттон — Дэвид Уайлдер
- Джоэли Ричардсон — Джо Уайлдер
- Рэйн Уилсон — Ларри Уайт
- Кэтрин Хан — Наоми Шварц
- Майкл Кларк Дункан — специальный агент ФБР Натаниэль Бродмен
- Патрик Гилмор[англ.] — агент спецгруппы ФБР
- Кирстен Уильямсон[англ.] — Шейла Бродмен
- Marc Musso[англ.] — Гарри Джонс
- Меган МакКиннон[англ.] — Венди
- Николь Муньос — ребенок с брекетами

## Саундтрек
Саундтрек к фильму был написан Говардом Шором, известным по работе над трилогией «Властелин колец». В создании саундтрека также участвовал бывший член группы Pink Floyd Роджер Уотерс — он записал песню Hello (I Love You).
Треки:
- «The Mandala» — 1:37
- «Whidbey Island» — 3:21
- «Under the Bed» — 2:46
- «Cuddle» — 1:28
- «Beach» — 1:59
- «Scribbles» — 2:39
- «Blackout» — 3:17
- «Palm Readings» — 4:12
- «I Love the World» — 0:52
- «Help!» — 1:20
- «I Have to Look» — 4:20
- «Can I Talk?» — 5:26
- «Eyes» — 2:15
- «The Tear» — 4:07
- «Through the Looking-Glass» — 5:03
- «Hello (I Love You)[англ.]» — 6:16